# Symphoricarpos occidentalis
Symphoricarpos occidentalis es una especie de planta fanerógama leñosa en la familia Caprifoliaceae. Es nativa de Norteamérica.

## Descripción
S. occidentalis es un arbusto, con flores rosadas, redondeadas a acampanuladas, y frutos esféricos o bulbosos, de blanco a con pintas rosas.

## Taxonomía
Symphoricarpos occidentalis fue descrita por William Jackson Hooker y publicado en Flora Boreali-Americana 1: 285. 1833.
Sinonimia
- Symphoria occidentalis R.Br.[3]